# Szimplektikus integrátor
A szimplektikus integrátor (SI) a numerikus integrálás egy módszere, speciálisan a klasszikus mechanikában és a szimplektikus geometriában előforduló differenciálegyenletek megoldására.
A szimplektikus integrátorok a geometriai integrátorok alosztálya, melyek definíció szerint kanonikus transzformációk. Alkalmazásuk a molekuláris dinamikában, gyorsítófizikában és égi mechanikában fordul elő.

## Bevezetés
A szimplektikus integrátorokat a Hamilton-egyenletek megoldására készítették:
{\displaystyle {\dot {p}}=-{\frac {\partial H}{\partial q}}\quad {\mbox{and}}\quad {\dot {q}}={\frac {\partial H}{\partial p}},}
ahol {\displaystyle q} a pozíció koordináták,
{\displaystyle p} a momentum koordináták, és
{\displaystyle H} a Hamilton függvény.
{\displaystyle (q,p)} koordináták együttesét kanonikus koordinátáknak hívják.(Hamilton-féle mechanika)
A legtöbb numerikus módszer, mint például az Euler-módszer, és a klasszikus Runge–Kutta-módszer, nem szimplektikus integrátorok.

## A részekre osztás módszere
Feltételezzük, hogy a Hamilton függvény részekre osztható, és felírható a következő formában:
{\displaystyle H(p,q)=T(p)+V(q).\qquad \qquad (1)}
T, a kinetikus energia
V, a potenciális energia
Vezessük be a {\displaystyle z=(q,p)} szimbólumot, a kanonikus koordinátákra. Ekkor a bevezetőben említett Hamilton egyenletek kifejezhetők:
{\displaystyle {\dot {z}}=\{z,H(z)\}\ \ \ \ \ \ \ \ \ \ \ \ \ \ \ \ (2)}
Ahol {\displaystyle \{\cdot ,\cdot \}} a Poisson zárójel.
Továbbá bevezetjük a {\displaystyle D_{H}=\{\cdot ,H\}} operátort. Ekkor:
{\displaystyle {\dot {z}}=D_{H}z.}
A formális megoldás:
{\displaystyle z(\tau )=\exp(\tau D_{H})z(0).\ \ \ \ \ \ \ \ \ \ \ \ \ \ \ \ (3)}
Így:
{\displaystyle z(\tau )=\exp[\tau (D_{T}+D_{V})]z(0).\ \ \ \ \ \ \ \ \ \ \ \ \ \ \ \ (4)}
Az SI kifejezés közelít az idő-haladó operátorhoz a (4)-es kifejezésben egy operátor szorzataként:
{\displaystyle \exp[\tau (D_{T}+D_{V})]=\prod _{i=1}^{k}\exp(c_{i}\tau D_{T})\exp(d_{i}\tau D_{V})+O(\tau ^{k+1}),\ \ \ \ \ \ \ \ \ \ \ \ \ \ \ \ (5)}
ahol {\displaystyle c_{i}} és {\displaystyle d_{i}} valós számok, és {\displaystyle k} egy egész szám, melyet az integrátor rendszámának hívnak.
{\displaystyle \exp(c_{i}\tau D_{T})} és {\displaystyle \exp(d_{i}\tau D_{V})} operátorok szimplektikus leképzést adnak, így a szorzatuk az (5)-ben, szintén egy szimplektikus leképzést ad. Konkrét kifejezésben, a {\displaystyle \exp(c_{i}\tau D_{T})} adja:
{\displaystyle {\begin{pmatrix}q\\p\end{pmatrix}}\mapsto {\begin{pmatrix}q'\\p'\end{pmatrix}}={\begin{pmatrix}q+\tau c_{i}{\frac {\partial T}{\partial p}}(p)\\p\end{pmatrix}}}
és {\displaystyle \exp(d_{i}\tau D_{V})} adja
{\displaystyle {\begin{pmatrix}q\\p\end{pmatrix}}\mapsto {\begin{pmatrix}q'\\p'\end{pmatrix}}={\begin{pmatrix}q\\p-\tau d_{i}{\frac {\partial V}{\partial q}}(q)\\\end{pmatrix}}.}
Mindkét leképzés számítástechnikailag programozható.